# Philodicus cinerascens
Philodicus cinerascens là một loài ruồi trong họ Asilidae. Philodicus cinerascens được Ricardo miêu tả năm 1900.